# 케토미무스목

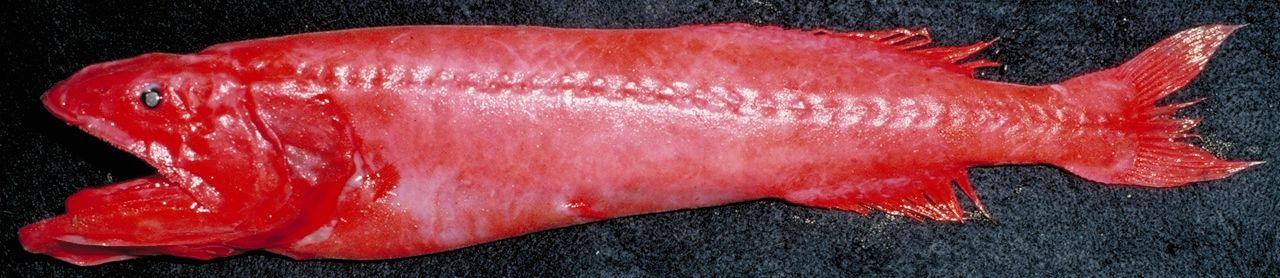

케토미무스목(Cetomimiformes)은 조기어류 분류군의 하나이다. 현재는 금눈돔목으로 분류한다. 조기어류 목으로 3개 과를 포함했다. 일부 전문가들은 케토미무스류를 스테파노베리스목의 일부로 간주하여, 케토미무스상과(Cetomimoidea)에 포함시킨다. 이들의 자매 목은 금눈돔 얼게돔 철갑둥어 등을 포함하는 금눈돔목이다. 전 세계의 열대 및 온대 기후 지역의 위도 상에 분포하며, 수심 3,500m 아래에서도 발견되고 있다.

## 하위 과
- 케토미무스과 (Cetomimidae)
- 론델레티아과 (Rondeletiidae)
- 바르보우리시아과 (Barbourisiidae)